# 國際漢字研討會
國際漢字研討會，是專為研討漢字的非官方學術交流平臺，由中國大陸、台港、南韓、日本等地的學者參與。於1991年在大韓民國成立，旨在減輕因為中國大陸、台港、日本和韓國各地因在漢字運用方面的差異而對溝通造成影響。
韓國自1991年以來開始舉辦國際漢字研討會，邀請使用漢字的國家的專家和學者共同討論漢字的使用和比較。2007年第八屆的國際漢字研討會於北京舉行